# Franciszek Macharski
Franciszek Macharski (Krakau, 20 mei 1927 – aldaar, 2 augustus 2016) was een Pools geestelijke en een kardinaal van de Rooms-Katholieke Kerk.
Macharski studeerde aan het seminarie van Krakau, en vervolgens aan de Jagiellonische Universiteit van Krakau en de universiteit van Friburg. Hij werd op 2 april 1950 priester gewijd. Vervolgens was hij werkzaam als docent en rector (van 1970 tot 1978) van het seminarie van Krakau.
Op 29 december 1978 werd Macharski benoemd tot aartsbisschop van Krakau; hij was de opvolger van Karol Wojtyła die tot paus gekozen was. Zijn bisschopswijding vond plaats op 6 januari 1979.
Macharski werd tijdens het consistorie van 30 juni 1979 kardinaal gecreëerd. Hij kreeg de rang van kardinaal-priester. Zijn titelkerk werd de San Giovanni a Porta Latina. Macharski nam deel aan het conclaaf van 2005. Hij was niet meer gerechtigd tot deelname aan het conclaaf van 2013 vanwege de overschrijding van de leeftijdsgrens (80 jaar).
Macharski ging op 3 juni 2005 met emeritaat.
- Bibliothèque nationale de France: cb121020483 (data)
- Gemeinsame Normdatei: 128774339
- International Standard Name Identifier: 0000 0001 1577 2773
- Library of Congress Control Number: n2001088946
- Nationale Bibliotheek van Polen: a0000001238514
- Nationale en Universitaire bibliotheek Zagreb: 000395549
- Nederlandse Thesaurus van Auteursnamen: 145317870
- Réseau des bibliothèques de Suisse occidentale: 02-A003545133
- Istituto Centrale per il Catalogo Unico: PUVV189078
- Système universitaire de documentation: 079714900
- Virtual International Authority File: 89080081
- WorldCat: E39PBJkHt97MVkgPG3PcBmgBT3